# Балансування (міжнародні відносини)
Концепція балансування випливає з теорії балансу сил, найвпливовішої теорії реалістичної школи думки, яка передбачає, що формування гегемонії в багатоступеневій системі недосяжне, оскільки гегемонія сприймається як загроза з боку інших держав, викликаючи їх залучення до балансування проти потенційного гегемона.
Балансування охоплює дії, які певна держава чи група держав вживають, щоб вирівняти шанси проти більш потужних держав; тобто зробити це складніше, а отже, ймовірніше, що потужні держави можуть використовувати свою військову перевагу над слабшими.
Відповідно до теорії балансу сил, держави, вмотивовані насамперед своїм прагненням до виживання та безпеки, розвиватимуть то впроваджуватимуть військові можливості та жорсткі силові механізми, щоб стримувати найпотужніший та зростаючий стан, який може довести потенційну загрозу. Ця ідея ілюструє концепцію внутрішнього балансування, яка протистоїть зовнішньому, за якої держави об’єднуються та утворюють альянс, щоб збалансувати та отримати більше важелів над домінуючою чи зростаючою силою. Останніми роками м’яке балансування виникло як нова концепція, що ілюструє, як держави врівноважують потужних суб’єктів, що виступає за використання економічних та дипломатичних інструментів для обмеження найпотужнішої держави та гальмування їх здійснення влади та домінування.

## Теоретичні витоки
Балансуюча поведінка держав зумовлена структурними характеристиками самої системи енергетичного балансу. Ця віра рішуче виконується теоретиками неореалізму чи структурного реалізму, а саме Кеннетом Вальсом, який є одним із найбільш ранніх і найбільш значущих учасників неореалізму та теорії балансу сил.
Неореалістична теорія робить кілька припущень щодо системи, інтересів та мотивів акторів всередині неї та обмежень, з якими стикаються всі держави, що врешті-решт призводить до поведінки, такої як балансування.
Перше припущення полягає в тому, що міжнародний порядок є анархічним, що є головною причиною балансування поведінки держав. Анархія або відсутність всеохоплюючого правоохоронного органу неминуче змушує держави покладатися на свої індивідуальні ресурси та дії, щоб забезпечити їхній добробут, внаслідок чого кожна держава стає відповідальністю та вимогою шукати власне виживання та безпеку, та показувати готовність до протидії силі та агресії з боку інших суб’єктів.
Друге припущення полягає в тому, що головна мета всіх суб’єктів – їх власне виживання. Як мінімум, вони просто прагнуть до власного збереження, тоді як інші можуть мати більше експансіоністських мотивів і прагнути до загального панування. Збалансованість, отже, стає інструментом, за допомогою якого держави використовують доступні їм засоби для досягнення своїх цілей та інтересів; тобто захистити себе від більш загрозливих акторів або посилити свою силу та спроможність. Це призводить до поняття самодопомоги, яке позначається принциповою дією всіх дійових осіб за анархічним порядком. Держави повинні покладатися на власні засоби та домовленості, щоб забезпечити свою безпеку – це діяти у власних інтересах, щоб уникнути жертви більш потужної держави. Це неминуче призводить до того, що держави повинні вести себе так, як це було визначено співвідношенням сил.
Третє припущення – відносний характер влади. Запорукою безпеки та виживання кожної держави є влада не як абсолютна концепція, а скоріше у відносинах до інших держав, і балансування часто може використовуватися як механізм отримання більшої частки влади або зменшення частки влади, якою володіє інша держава.

## Традиційні форми
Балансування може здійснюватися за допомогою внутрішніх чи зовнішніх зусиль та засобів. Внутрішнє збалансування передбачає зусилля щодо посилення влади держави шляхом збільшення економічних ресурсів та військової сили, щоб можна було покладатися на незалежні можливості у відповідь на потенційного гегемона та мати можливість більш ефективно конкурувати в міжнародній системі. В анархічній системі самодопомоги вважають, що механізми внутрішнього балансування є більш надійними та точними, ніж зовнішнє врівноваження, оскільки вони спираються на незалежні стратегії та дії.
Зовнішнє балансування передбачає зміцнення та розширення своїх альянсів та міждержавного співробітництва, щоб запобігти гегемону чи протистояти зростаючій силі. За умови загальної загрози та єдиної домінуючої держави, яка може поставити під загрозу колективну безпеку та виживання, від держав, як очікується, відмовляться від своїх вторинних суперечок та вступати в балансуючий союз. Зовнішнє балансування являє собою домовленість про альянс, згідно з якою держави приєднуються до опозиції до сильнішої держави, яка сприймається як джерело небезпеки, роблячи цей вид балансування мірою забезпечення безпеки шляхом комбінованого протистояння агресору чи потенційному гегемону, який може загрожувати добробуту і виживанню менших держав.
У системі балансу енергії балансування протистоїть концепції пропускної спроможності, коли менші держави прагнуть досягти своєї безпеки шляхом об’єднання з основною владою або домінуючим актором. Оскільки цей варіант може бути привабливим для менших держав, він може погіршити безпеку міжнародної системи, оскільки вступ до союзу з країною, що зростає, потенційно експансіоністською мовою, агресія та експансіоністичні мотиви отримують винагороду та приймаються. У інтересах держав створювати коаліції з іншими державами, що мають подібну чи меншу владу, з метою розбудови їх оборонних та стримувальних можливостей, завдяки цьому відштовхують і не дозволяють зростаючій силі стати занадто сильною і домінуючою. Зрештою, як підсумував Вальс, «держави…стікаються в слабку сторону, бо це сильніша сторона, яка загрожує їм».

## Чому держави балансують
Держави балансують, щоб уникнути домінування сильних держав. В інтересах держав приборкати потенційного гегемона до того, як він стане занадто потужним, щоб вони не стали жертвою його правління, коли він досягне статусу домінуючої влади. Це стає більш безпечною альтернативою або покращити власні можливості через механізми самодопомоги, або вступити в союзи з державами, які не можуть легко домінувати, щоб стримувати та зупиняти того, хто може потенційно домінувати над системою та підірвати виживання акторів всередині неї.
Інша причина, чому держави в більшості випадків вибирають баланс, а не пропускну здатність, полягає в тому, що приєднання до балансуючого альянсу дозволяє їм мати більший вплив і відігравати важливішу роль у цьому союзі, тоді як альянс з великою державою не дає їм можливості для великого внеску і рішучої спроможності, оскільки в них неминуче пануватиме їхній могутній союзник. Держави вважають за краще свою свободу дій в союзі, а не наказувати їм накази шляхом узгодження з потенційним гегемоном. Якщо держави є надзвичайно вразливими та незначними, то їхній вибір може бути єдиним, проте середні сили та держави, які мають щось внести та захистити, завжди будуть балансувати перед наростаючою силою та потенційним гегемоном.
Існує ряд факторів, які впливають на рішення держав про балансування або пропускну здатність, як запропонував Свівен Волт у своєму звіті про формування альянсу. По-перше, це сукупна влада, яка становить ресурси та можливості держави. Цей конкретний фактор може спровокувати балансування, коли держава з високою сукупною потужністю є потенційною загрозою і може викликати побоювання за панування в менших державах, але це може так само легко призвести до перемоги, оскільки менші держави можуть бути залучені до влади та захисту від сильного союзника. Другий фактор – це найближча потужність, завдяки якій географічно близькі держави становлять більшу загрозу, ніж далекі, оскільки здатність проектувати потужність падає з відстані. Знову-таки, агресивна і все більш потужна сусідська держава, ймовірно, насторожує інші держави брати участь у стратегіях балансування проти неї, однак малі, слабкі та вразливі держави, що знаходяться в сусідстві з великою державою, часто схильні до балансування через відсутність життєздатних альтернатив, неможливість балансувати самостійно або сприяти балансуючому альянсу. Наступальна влада – третій фактор, який свідчить про те, що держави, що мають великі і зростаючі наступальні можливості, можуть спровокувати інших, щоб протистояти їм. Четвертий фактор стосується образливих намірів, коли сприйняті агресивні чи експансіоністські цілі або мотиви держави приводять інших до балансування проти цього.
Традиційно, врівноваження переважало в розумінні поведінки держав в умовах гегемонії, а також у розумінні того, як складаються альянси. Однак важко оскаржувати зростаючу тенденцію до пропускної спроможності, а не до балансування, виявленого протягом останніх десятиліть поширеності Сполучених Штатів (США). Ця тенденція показала, що для того, щоб шукати захисту чи від страху, держави обирають об’єднатися з наддержавою та прийняти умови, які її завдають міжнародній системі.

## Невдачі та критика
І внутрішня, і зовнішня форми балансування стикаються з неабиякою часткою перешкод, проблем та критики. Внутрішньому балансуванню піддається ряд внутрішніх перешкод, які можуть перешкоджати його успіху. Серед великих витрат, пов’язаних із цим, і складне завдання розподілу ресурсів, щоб мати можливість зробити вагомий внесок у економічний та військовий розвиток, є одними з основних. Крім того, незалежне балансування великої сили потребує значного розширення своїх можливостей та прискореного переозброєння, що, безсумнівно, спровокує несприятливі реакції не тільки від великої держави, про яку йдеться, але й інших держав. Держава, яка приймає стратегію військового нарощування, щоб підвищити свою безпеку і збалансувати зростаючу силу, може ненавмисно зробити протилежне і створити несприятливі умови для всіх у міжнародній системі. Це неминуче може спричинити дилему щодо безпеки, при якій збільшення сили та безпеки однієї держави зменшує силу іншої та компенсує наступальні дії, потенційні перегони озброєнь та посилення ворожнечі серед суб’єктів, що заважає колективній безпеці.
Зовнішнє балансування, навіть якщо це більш практична форма балансування, зустрічається з різними перешкодами та критикою. Його успіх залежить від стійкої та цілісної системи альянсу, проте, враховуючи структурні обмеження міжнародної системи, це може бути важко досягти та забезпечити. Анархічна природа міжнародної системи разом з основною метою виживання держав суттєво викликає підхід самодопомоги від усіх держав, завдяки чому надійність та довіра до інших суб’єктів значно підриваються. Однак альянси формуються, незважаючи на ці структурні перешкоди, але вони розглядаються як тимчасові домовленості, на які не слід надмірно покладатися.
Міжнародна система піддається постійним умовам невпевненості та невизначеності щодо намірів та дій суб’єктів, що входять до неї, що ускладнює досягнення та підтримку співпраці. Крім того, зовнішнє врівноваження потрапляє в проблематику «гри координації» та проблему колективних дій, в якій важко підтримувати довгострокове співробітництво, відданість та вірний внесок у справу. Існують потужні стимули для вільного використання зусиль інших, що дозволяє уникнути витрат і ризиків, користуючись вигодами альянсу.
Оскільки окремі учасники альянсу мають однаковий інтерес і цілі на увазі, щоб збалансувати основні сили, що зростають, логічно випливає, що всі в цьому союзі будуть діяти від імені спільних інтересів і цілей. Однак, незважаючи на те, що існує сподівання на розподіл витрат і зусиль для досягнення спільної мети, альянси та групи демонструють тенденцію до експлуатації та непослідовну відданість та внесок серед учасників. Манкур Олсон, один з провідних теоретиків колективних дій, визначив, що незважаючи на те, що всі члени спільного інтересу мають спільні інтереси, у груп (або альянсів для цієї мети) немає загальної зацікавленості в оплаті витрат на досягнення колективної вигоди, що робить проблематичним досягнення кінця і важко підтримувати союз.
Однак основна критика, що стосується теорії балансу сил та згодом балансуючої поведінки держав, підкреслює, що ця логіка означає і стосується періоду піднесення гегемона: держави зійдуться разом і збалансують зростаючу силу, яка має потенціал або демонструє амбіції до того, щоб стати гегемоном, хоча говорить дуже мало і не робить прогнозів щодо подій, коли гегемонія вже встановлена.
Таким чином, ця теорія і складність поведінки держави не відповідає поясненням подій на сьогоднішньому світовому кордоні. В даний час США користуються усталеним пріоритетом, за потужністю та можливостями значно перевершують, ніж інші держави. Ні в якому іншому періоді історії не було переваги домінування однієї держави над іншими настільки великим, що робить традиційним застосування теорії балансу сил та прогнозів балансування поведінки від вторинних сил.

## Сьогодні: аргумент м'якого балансування
Кеннет Вальц запропонував, що однополярність є найбільш нестабільною і "найменш міцною з усіх міжнародних конфігурацій", оскільки навіть якщо домінуюча влада діє доброзичливо, вторинним державам потрібно буде залишатися обережними щодо своїх майбутніх намірів і дій за відсутності стримувань, противаг і рівної сили, щоб збалансувати та стримати її. Історичні випадки великої незбалансованої сили, такі як Людовик XIV і правління Адольфа Гітлера над Німеччиною, бачили агресивні та експансіоністичні мотиви, спрямовані на завоювання та домінування, отже, спровокували вирішальну потребу в балансуванні в екземплярі єдиної домінантної держави з метою приведення у рівновагу міжнародного розподілу влади.
У сучасному однополярному світі, враховуючи проблеми і труднощі, пов'язані як із внутрішніми, так і з зовнішніми формами жорсткого балансування, м'яке балансування виявилося більш сприятливим варіантом для вторинних сил, завдяки невійськовим засобам, намагатися "затримати, перешкодити та підірвати" дії, стратегії та односторонні рішення однополярного лідера, США. Прихильники м'якого балансування запропонували низку механізмів, за допомогою яких держави втягуються в цю форму балансування, включаючи дипломатію, дипломатичні коаліції, міжнародні інститути та угоди, державні механізми, такі як територіальна відмова, а також економічні ініціативи та багатосторонні та регіональні економічні зусилля, які здатні виключити наддержаву в процесі.
Провідність США не збалансовувалась протягом останнім десятиліть, головним чином тому, що наддержава демонструвала неагресивні підходи, не прагнучи домінувати чи оскаржувати суверенне існування інших, а скоріше сприяла безпеці та автономії всіх. Однак, стверджується, що посилення односторонності США, особливо в адміністрації Буша, змінило імідж доброякісної наддержави та зробило зарубіжні уряди занепокоєними щодо її амбіцій. Ряд агресивних та односторонніх зовнішньополітичних курсів, найбільш значущими з яких були відмова від Кіотського протоколу, вихід з Договору про протибалістичну ракету та найголовніше - рішення про початок війни в Іраку в 2003 році, незважаючи на велику протидію інших держав, призвели до проводження  другорядними державами непрямих стратегій м'якого балансування для обмеження влади США та запобігання її становлення "необмеженим глобальним гегемоном".
Вторгнення в Ірак часто використовується як один з ключових інцидентів, який змусив великі держави переосмислити власну безпеку і вдатися до м'якого балансування проти однополярності, оскільки це виявилося не просто стратегією, спрямованою на припинення розповсюдження ядерної зброї країнами-ізгоями, а скоріше викликом до норми територіальної цілісності  - агресивне втручання США в регіон, який не є власністю, який продемонстрував прихильність США вжити будь-яких необхідних дій для того, щоб їх перевагу і першість ніхто не оскаржував.

## Майбутнє
Поняття м'якого балансування хоча і не відносно нове і не є загальновизнаним, формується як спосіб, яким держави будуть вступати в балансування в майбутньому. Незважаючи на те, що навряд чи вдасться внести якісь суттєві зміни до співвідношення сил у міжнародній царині, він виявляє потенціал у обмеженні основної влади та дозволі вторинним державам мати свій внесок у міжнародні справи та підтримувати свою автономію під пануванням однополярного лідера.
Однак, це не означає, що традиційне і жорстке балансування - це минуле. Дійсно, деякі політичні та аргументовані думки випливають із політичної та академічної сфер, що вказують на швидке виникнення зростаючих держав, а саме Китаю та Індії, як балансирів та конкурентів США у прагненні на владу, домінування та в кінцевому рахунку гегемонію. Основним аргументом є те, що співвідношення сил, запропоноване Вальсом, все ще стосується епохи після холодної війни.
Китай, безсумнівно, виступає як найбільш достовірна держава, яка має найбільший потенціал протягом наступного десятиліття або двох, щоб змінити баланс сил влади від верховенства США. Китай пережив як "грізного політичного, стратегічного та економічного конкурента"  Сполучених Штатів, все більше ставивши під сумнів своє регіональне та глобальне лідерство. Незважаючи на претензії на мирний підйом, головним чином орієнтовані на економічне процвітання, світ стає все більш усвідомленим і занепокоєним військовою експансією та модернізацією Китаю, при цьому його військовий бюджет збільшився на 17,5% у 2008 році та на 18,5% у 2009 році, порівняно з попереднім роком. Спостерігаючи за тим, як економічне та військове зростання Китаю відповідає логіці внутрішнього врівноваження, не дивно, що його заява про "мирне зростання" все частіше підозрюється у тому, що вона створює виклик для поточного світового порядку та балансування. Крім того, можна також виявити механізми м'якого балансування, оскільки зростання регіональних партнерств та угод конпенсувало нову регіональну інтеграцію з Китаєм у центрі, де США виключені з участі, найважливішим прикладом якої є вільна торгівля АСЕАН-Китай. Площа створена з січня 2010 року. Виникнення нових основних держав, безумовно, призведе до зміни динаміки балансу сил, незалежно від рівня та інтенсивності, на якій ці сили вирішили збалансувати однополярного лідера. Навіть якщо Китай та інші країни, що розвиваються, утримуються від збалансування США, то розмір їхньої економіки, спроможності та військової сили, безсумнівно, поставить певні обмеження для свободи стратегічних дій в США, здатності впливати, домінувати та проектувати владу в майбутньому.